# Cianuro a colazione
Cianuro a colazione (Sparkling Cyanide), conosciuto anche con i titoli Agatha Christie: Cianuro a colazione e Invito a pranzo con delitto, è un film per la televisione statunitense del 1983 diretto da Robert Michael Lewis. Basato sul romanzo Giorno dei morti, scritto da Agatha Christie nel 1945, è interpretato da Anthony Andrews, Deborah Raffin, Pamela Bellwood e Nancy Marchand.

## Trama
Durante un party pieno di VIP, Rosemary Barton intrattiene i suoi ospiti; ci sono però tensioni tra alcuni di loro: Rosemary ha una relazione con un giovane politico in ascesa, Stephan Farraday, alle spalle della moglie di lui Sandra, e del marito di lei George; la cosa non piace nemmeno a Eric Kidderminster, padre milionario di Sandra che ha acconsentito al matrimonio per avere un genero da mettere al Congresso e poter usare per il suo tornaconto; un’altra persona che non vede la cosa di buon occhio è Ruth Lessing, la segretaria devota e laboriosa di George Barton; in effetti Ruth ha sentimenti più che professionali per George.
Durante il party Rosemary presenta il giornalista britannico Tony Browne alla nipote Iris Murdock, cui la donna è molto affezionata, tanto da includerla nel suo testamento; tra Tony e Iris nasce una intesa sottile. Giorni dopo, ad una cena in un locale elegante, George e Rosemary passano la serata con Tony, Iris, Ruth, Stephan, Sandra e Lucilla Drake, la sorella vedova di Rosemary e madre dello scapestrato Victor Drake, un giovane che sperpera il suo denaro in alcool e donne; Victor viene mantenuto da Rosemary e George, avendo ormai dilapidato quasi tutto il patrimonio della madre; tuttavia George ha appena deciso di togliergli l’assegno mensile che gli passava!
Rosemary soffre da tempo di depressione, tanto da portare con sé una piccola quantità di cianuro, che viene vista nella sua borsetta da Sandra e Ruth in occasioni separate. Nel corso della serata, George e Rosemary propongono un brindisi, ma poco dopo Rosemary muore. All’arrivo della polizia, il medico legale sospetta un avvelenamento da cianuro, ma dopo aver sentito del cianuro nella borsetta della vittima il commissario Kemp considera la morte di Rosemary un suicidio. Iris, George e Tony non sono d’accordo.
Iris affronta Tony, perché non ha trovato il suo nome in nessun articolo di nessun giornale inglese; messo alle strette Tony ammette di essere un investigatore privato, assunto da Rosemary per scoprire chi le mandava da mesi lettere minatorie; il detective non ha ancora trovato un indizio, ed ora la morte di Rosemary complica il caso.
George Barton decide di tenere un altro party nello stesso locale con gli stessi partecipanti; l’uomo è deciso a smascherare l’assassino della moglie, e prepara una sorpresa per i suoi ospiti, sperando di scioccare il colpevole e indurlo a scoprirsi. Invece, è lui ad essere ucciso al secondo brindisi della serata, sempre con cianuro. A questo punto, Kemp si impegna a risolvere entrambi gli omicidi, e Tony collabora con lui spiegandogli anche la sua situazione.
Per distrarre Iris, Tony la porta a fare una scampagnata su un lago; Iris decide di fare sci d’acqua, ma un motoscafo tenta di investirla; Tony fa una breve indagine da cui non ricava niente. Kemp intanto sta rintracciando tutti quelli che erano nel locale, per interrogarli come testimoni; da Christine Shannon, una donna che sedeva al tavolo più vicino, non ottiene granché, tranne l’identità del suo accompagnatore, un uomo appena conosciuto che sosteneva di essere sul punto di fare fortuna! In seguito Tony incontra Chloe West, una sosia di Rosemary che George Barton aveva assunto per terrorizzare l’assassino la sera che morì; però la donna non se l’era sentita di andare fino in fondo; poi la morte di Barton l’ha convinta a parlare.
Christine ricorda che un cameriere si era avvicinato al tavolo mentre le coppie ballavano (Iris e Tony, George e Ruth, Stephan e Sandra, Eric Kidderminster e la moglie Viola), mentre Lucilla Drake era andata al bagno. Kemp lo interroga: in effetti è l’unica persona che si è avvicinata al tavolo abbastanza da poter avvelenare lo champagne (al secondo brindisi, perché al primo non era successo niente) è un cameriere, che risulta estraneo; l’unica cosa che ha fatto è stato prendere una borsetta caduta a terra
A casa Farraday, Stephan e Sandra hanno un litigio acceso, ma si riappacificano; il loro matrimonio, cominciato per interesse, si è evoluto col tempo in una relazione basata sull’amore reciproco. Questo aiuta Stephan a calmare il suocero Eric, che stava diventando apertamente ostile verso il genero.
Kemp e Tony vanno a parlare con Eric Kidderminster, ma il milionario non sa nulla che possa aiutarli; mentre prendono il caffè in giardino, un oggetto cade dal tavolino; Tony si china a raccoglierlo, ma ha una esitazione nel rialzarsi. Chiede subito a Kidderminster di poter usare il telefono con urgenza, e l’uomo si alza per guidarlo; Kemp si alza con lui e lo segue, ma Tony resta indietro, e subito dopo richiama i due sostenendo che non gli serve più; così il milionario e il commissario si siedono di nuovo, ma scoprono con disgusto che i rispettivi caffè sono cambiati; mentre loro erano girati e si avviavano verso la casa, Tony ha fatto un esperimento: ha spostato il portacenere accanto ad un altro posto del tavolino. Per questo i due si sono seduti nei posti sbagliati, scalando di una sedia, e hanno quindi bevuto dalle tazze sbagliate! Tony dichiara di aver capito come i coniugi Barton sono stati uccisi, e che Iris sarà la prossima vittima!
Iris è a casa degli zii defunti, impegnata a mettere via la loro roba e la sua, in compagnia di Lucilla Drake e Ruth Lessing; arrivano anche i Farraday a farle visita, e gli occupanti della casa chiacchierano. Quando Kemp e Tony entrano chiedono di Iris, che è al piano superiore; la ragazza è in una camera chiusa a chiave, vicino al caminetto con il gas aperto; Tony, Stephan e Kemp devono sfondare la porta per entrare e fanno appena in tempo a salvarla.
Più tardi, mentre Kemp sta coordinando la caccia all’assassino, Tony rivela cosa è successo: Rosemary è stata uccisa da Victor Drake, che voleva il suo patrimonio. Essendo escluso dal testamento che lasciava tutto ad Iris, Victor ha organizzato la morte di Rosemary con la complicità di Ruth, che voleva sposare George per lo stesso motivo, i soldi! Victor sapeva che anche Iris doveva morire, di modo che in mancanza di eredi nominati dal testamento il patrimonio Rosemary andasse al parente più stretto: la sorella Lucinda, incapace di opporsi alle pretese del figlio. Alla seconda serata, Victor era presente nei panni dell’accompagnatore di Christine Shannon, truccato con baffi finti e occhiali da sole. Dopo il primo brindisi, si è allontanato e ha preso un vestito da cameriere per servire lo champagne mentre gli invitati erano distratti dalla cantante (tutti tranne Ruth, che sapeva e ha lanciato un’occhiata); poi le coppie si sono alzate per ballare, e Lucilla è andata in bagno; però nel farlo ha lasciato cadere la borsa! Quando il cameriere è passato al tavolo, ha visto la borsa a terra e l’ha rimessa sul tavolo, ma l’ha messa una sedia a sinistra rispetto a quella giusta: Lucilla, tornata dal bagno, è andata alla sua sedia, poi ha visto la borsetta sulla sedia a fianco e ha pensato d’essersi sbagliata; avendo lei cambiato posto, tutti gli altri ospiti hanno ripreso le loro sedie basandosi sulla posizione di Lucilla, quindi ciascuno era spostato di una sedia in senso orario! Questo ha determinato che George, non previsto nel piano, bevesse lo champagne avvelenato al posto di Iris, la vittima predestinata.
La morte di George scombussolava i piani di Ruth, ma non di molto; si era già accorta di non poter conquistare George, quindi aveva ripiegato su Victor, dato che anche lui poteva garantirle una vita agiata; tuttavia Iris era ancora viva, così Ruth ha mandato via il complice e provato ad ucciderla personalmente stordendola e mettendola vicino al gas, per inscenare un incidente o un suicidio.
Ruth nega e tenta di difendersi, ma Kemp ha già emesso un ordine di ricerca per Victor Drake e l’uomo è stato fermato mentre tentava di lasciare la città; con la sua testimonianza, Kemp potrà accusare Ruth dei due omicidi. Tony e Iris decidono di fare una vacanza per dimenticare la brutta storia.

## Produzione
Il film è il terzo di una serie di 8 pellicole televisive tratte da altrettanti romanzi di Agatha Christie e prodotte da Warner Bros. Television per la CBS, ed è stato girato a Los Angeles, in California.
Gli otto film sono: 
- È troppo facile (1982)
- Miss Marple nei Caraibi (1983)
- Cianuro a colazione (1983)
- Assassinio allo specchio (1985)
- Agatha Christie: 13 a tavola (1985)
- Agatha Christie: Caccia al delitto (1986)
- Agatha Christie: Delitto in tre atti (1986)
- L'uomo dall'abito marrone (1989).

## Distribuzione
Il film, trasmesso negli Stati Uniti il 5 novembre 1983 sulla rete televisiva CBS, in Italia è andato in onda per la prima volta  il 22 agosto 1987 su Canale 5.
Alcune delle uscite internazionali sono state:
- nel Regno Unito (Agatha Christie's Sparkling Cyanide)
- in Venezuela (Cianuro espumoso)
- in Ungheria (Gyöngyöző cián)
- in Finlandia (Helmeilevä kuolema)
- in Francia (Meurtre au champagne)
- in Serbia (Svetleći cijanid)